# Phương diện quân Voronezh
Phương diện quân Voronezh (tiếng Nga: Воронежский фронт) là một tổ chức tác chiến chiến lược của Hồng quân Liên Xô trong Thế chiến thứ hai.

## Lịch sử
Phương diện quân Voronezh được thành lập ngày 7 tháng 7 năm 1942 trên cơ sở tách ra từ Phương diện quân Bryansk các đơn vị chiến lược hoạt động trong khu vực Voronezh, chống lại sự tấn công của Tập đoàn quân số 6 của Đức trong các hoạt động phòng thủ trên hướng tiếp cận thành phố Stalingrad. Phần lớn lực lượng của phương diện quân chịu trách nhiệm tấn công và tiêu diệt Tập đoàn quân số 2 của Hungary trong Trận Stalingrad và tiêu diệt Tập đoàn quân số 8 của Ý và một phần lực lượng của Cụm tác chiến Hollidt (Đức) trong Chiến dịch Sao Thổ tháng 12 năm 1942, .
Trong tháng 1 và tháng 2 năm 1943, phương diện quân là lực lượng chính thực hiện Chiến dịch Voronezh-Kastornoye, làm thiệt hại một số lượng lớn sinh lực của quân Đức. Thừa thắng lợi, theo chỉ đạo của Stavka, phương diện quân tiếp tục thực hiện Chiến dịch Ngôi Sao trong tháng 2 và tháng 3 năm 1943. Tuy nhiên, do chủ quan khinh địch, cũng như không chú ý đến tình trạng hao hụt quân số sau những chận chiến khốc liệt, Hồng quân Liên Xô đã nhận được một kết quả thảm hại so với dự kiến. Quân Liên Xô buộc phải rút khỏi thành phố Kharkov chỉ sau 28 ngày chiếm lại được từ tay quân Đức.
Mãi đến Chiến dịch phản công Belgorod-Kharkov, phương diện quân Voronezh mới nắm lại được thế chủ động chiến lược. Cùng với Phương diện quân Thảo Nguyên, các đơn vị thuộc phương diện quân cuối cùng đã thành công trong việc chiếm lại Belgorod và giải phóng Kharkov. Quân đội Đức Quốc xã từ đây không còn có thể đặt chân vào Kharkov.
Tháng 9 và tháng 10 năm 1943, các đơn vị của phương diện quân đã tham gia trận sông Dniepr, thực hiện chiến dịch Sumy-Pryluk, vượt qua Dnieper ở phía bắc và phía nam Kiev, chiếm được các đầu cầu tác chiến quan trọng trên bờ phải của nó, tạo điều kiện giải phóng Kiev và các hành động tiếp theo ở bờ phải Ukraina.
Do địa bàn tác chiến của phương diện quân được mở rộng về phía Tây, cách xa khu vực Voronezh, ngày 20 tháng 10, phương diện quân được đổi tên thành Phương diện quân Ukraina 1. Dưới cái tên này, phương diện quân đã hoàn tất quá trình tham chiến trong Thế chiến thứ hai với Chiến dịch Berlin (1945) và Chiến dịch Praha.

## Lãnh đạo phương diện quân

### Tư lệnh
| STT | Ảnh | Họ tên       | Thời gian sống | Thời gian tại nhiệm            | Cấp bậc tại nhiệm                      | Ghi chú                    |
| --- | --- | ------------ | -------------- | ------------------------------ | -------------------------------------- | -------------------------- |
| 1   |     | F.I. Golikov | 1900–1980      | tháng 7, 1942                  | Trung tướng (1940)                     |                            |
| 2   |     | N.F. Vatutin | 1901–1944      | tháng 7, 1942 – tháng 10, 1942 | Trung tướng (1940) Thượng tướng (1942) |                            |
| 3   |     | F.I. Golikov | 1900–1980      | tháng 10, 1942 – tháng 3, 1943 | Trung tướng (1940) Thượng tướng (1943) | Nguyên soái Liên Xô (1961) |
| 4   |     | N.F. Vatutin | 1901–1944      | tháng 3, 1943 – tháng 10, 1943 | Đại tướng (1943)                       |                            |

### Ủy viên Hội đồng quân sự
| STT | Ảnh                                          | Họ tên           | Thời gian sống | Thời gian tại nhiệm            | Cấp bậc tại nhiệm                                      | Ghi chú                                                                                            |
| --- | -------------------------------------------- | ---------------- | -------------- | ------------------------------ | ------------------------------------------------------ | -------------------------------------------------------------------------------------------------- |
| 1   |                                              | I.Z. Susaykov    | 1903–1962      | tháng 7, 1942 – tháng 9, 1942  | Chính ủy Quân đoàn (1938)                              | Thượng tướng xe tăng (1944)                                                                        |
| 2   |                                              | L.Z. Mekhlis     | 1889–1953      | tháng 9, 1942 – tháng 10, 1942 | Chính ủy Quân đoàn (1942)                              | Thượng tướng (1944)                                                                                |
| 3   |                                              | F.F. Kuznetsov   | 1904–1979      | tháng 10, 1942 – tháng 3, 1943 | Chính ủy Tập đoàn quân bậc 2 (1941) Trung tướng (1942) | Thượng tướng (1944)                                                                                |
| 4   |                                              | N.S. Khrushchyov | 1894–1971      | tháng 3, 1943 – tháng 10, 1943 | Trung tướng (1943)                                     | Bí thư thứ nhất Đảng Cộng sản Liên Xô (1953–1964), Chủ tịch Hội đồng Bộ trưởng Liên Xô (1958–1964) |
| 5   | Tập tin:Крайнюков, Константин Васильевич.jpg | K.V. Krainyukov  | 1902–1975      | tháng 10, 1943                 | Thiếu tướng (1943)                                     | Thượng tướng (1965)                                                                                |

### Tham mưu trưởng
| STT | Ảnh                                            | Họ tên            | Thời gian sống | Thời gian tại nhiệm            | Cấp bậc tại nhiệm                     | Ghi chú                                  |
| --- | ---------------------------------------------- | ----------------- | -------------- | ------------------------------ | ------------------------------------- | ---------------------------------------- |
| 1   | Tập tin:Shevchenko F I.jpg                     | F.I. Shevchenko   | 1900–1982      | tháng 7, 1942                  | Thiếu tướng (1942)                    | Trung tướng (1944)                       |
| 2   |                                                | M.I. Kazakov      | 1901–1979      | tháng 7, 1942 – tháng 2, 1943  | Thiếu tướng (1940) Trung tướng (1943) | Đại tướng (1955)                         |
| 3   |                                                | A.P. Pilipenko    | 1903–1944      | tháng 2, 1943 – tháng 3, 1943  | Thiếu tướng (1942)                    | Tử nạn máy bay ngày 25 tháng 3 năm 1944. |
| 4   | Tập tin:Феодосий Константинович Корженевич.jpg | F.K. Korzhenevich | 1899–1972      | tháng 3, 1943 – tháng 5, 1943  | Thiếu tướng (1941)                    | Trung tướng (1943)                       |
| 5   |                                                | S.P. Ivanov       | 1907–1993      | tháng 5, 1943 – tháng 10, 1943 | Trung tướng (1943)                    | Đại tướng (1968)                         |

## Biên chế chủ lực

### 1 tháng 10 năm 1942
- Tập đoàn quân 6
- Tập đoàn quân 38
- Tập đoàn quân 40
- Tập đoàn quân 60
- Tập đoàn quân không quân 2

### 1 tháng 1 năm 1943
- Tập đoàn quân 38
- Tập đoàn quân 40
- Tập đoàn quân 60
- Tập đoàn quân xe tăng 3
- Tập đoàn quân không quân 2

### 1 tháng 4 năm 1943
- Tập đoàn quân 21
- Tập đoàn quân 38
- Tập đoàn quân 40
- Tập đoàn quân 64
- Tập đoàn quân 69
- Tập đoàn quân không quân 2

### 1 tháng 7 năm 1943
- Tập đoàn quân cận vệ 6
- Tập đoàn quân cận vệ 7
- Tập đoàn quân 38
- Tập đoàn quân 40
- Tập đoàn quân 69
- Tập đoàn quân xe tăng 1
- Tập đoàn quân không quân 2

### 1 tháng 10 năm 1943
- Tập đoàn quân cận vệ 4
- Tập đoàn quân 27
- Tập đoàn quân 38
- Tập đoàn quân 40
- Tập đoàn quân 47
- Tập đoàn quân 52
- Tập đoàn quân xe tăng cận vệ 3
- Tập đoàn quân không quân 2

## Các chiến dịch lớn đã tham gia
- Chiến dịch Voronezh (1942)
- Chiến dịch Sao Thiên Vương
- Chiến dịch tấn công chiến lược Voronezh-Kharkov
- Chiến dịch Donets
- Trận Vòng cung Kursk
- Trận sông Dniepr